# I Wonder Who's Kissing Her Now
I Wonder Who's Kissing Her Now é um filme estadunidense de 1947 dirigido por Lloyd Bacon com June Haver e Mark Stevens nos papeis principais.

## Produção
O título provisório deste filme foi Hello, My Baby. A história é baseada na vida do compositor norte-americano Joseph E. Howard (1867-1961). Fred Finklehoffe e George Jessel trabalharam em alguns esboços iniciais para o roteiro do filme entre junho e setembro de 1945. O chefe de produção da 20th Century Fox, Darryl F. Zanuck, sugeriu June Haver para a personagem "Katie McCullem", após Linda Darnell rejeitar o papel. A atriz Celeste Holm foi originalmente escalada para interpretar "Lulu Madison", mas retirou-se do elenco devido sua gravidez. O filme marcou a estréia no cinema de Gene Nelson.

## Elenco
- June Haver ... Katie McCullem
- Mark Stevens ... Joseph E. 'Joe' Howard
- Martha Stewart ... Lulu Madison
- Reginald Gardiner ... Will Hough
- Lenore Aubert ... Fritzi Barrington
- William Frawley ... Jim Mason
- Gene Nelson ... Tommy Yale
- Truman Bradley ... Martin Webb
- George Cleveland ... John McCullem
- Lewis Russell ... T.J. Milford